# Benoît Dugardyn
Benoît Dugardyn (Brugge, 22 augustus 1957 - Brussel, 3 maart 2018) was een Belgisch decorontwerper voor de opera, met internationale reputatie.

## Levensloop
Hij was kleinzoon, zoon en broer van architecten, gespecialiseerd in restauratie, respectievelijk Antoine Dugardyn (1889-1962), Luc Dugardyn (1929-1994) en Antoine Dugardyn (°1962). Hij promoveerde in 1981 tot ingenieur-architect aan de Katholieke Universiteit Leuven. Hij vervolledigde zijn opleiding met een jaar aan het postuniversitair centrum Raymond M. Lemaire.
Zijn burgerdienst volbracht hij in de Muntschouwburg, onder het directeurschap van Gerard Mortier. Hij bleef vervolgens tot in 2001 aan het theaterhuis verbonden als technisch directeur.
Vanaf 2002 vestigde hij zich als zelfstandige scenograaf en werd een gerenommeerd ontwerper voor talrijke operahuizen.
Hij vormde een artistieke tandem met regisseur Stephen Lawless. Hij werkte ook vaak samen met regisseur Stein Winge en met de regisseur en artistiek directeur van de Opera van Metz, Paul-Emile Fourny.
Begin maart 2018 overleed hij plots aan een hartstilstand en werd op 10 maart in zijn geboortestad begraven. Benoît Dugardyn bleef vrijgezel.

## Werken
Naast zijn vele activiteiten binnen de Munt, zijn door hem ontworpen decors voor taltijke opera-uitvoeringen te vermelden:
- Coppélia, van Leo Delibes, Ballet van Saragossa, 1992.
- Il Trionfo dell' Onore, van Alessandro Scarlatti, Muntschouwburg e.a., 1994.
- Requiem for a spy, van George Tabori, Koninklijke Vlaamse Schouwburg Brussel, 1996.
- Venus en Adonis, van John Blow & Dido en Aeneas van Henry Purcell, Festwochen des Alten Musik Innsbruck, 1995.
- Old Times, van Harold Pinter, Nederlands Toneel Gent, 1995.
- Die Entführung aus dem Serail, van Wolfgang Amadeus Mozart, Opera du Rhin, Strasbourg, 1996.
- Wozzeck, van Alban Berg, Staatstheater Braunschweig, 1996.
- Let's make an opera, van Benjamin Britten, Vlaamse Opera Gent-Antwerpen, 1997.
- La Stellidaura Vendicante, van Francesco Provenzale, Muntschouwburg & Théatre de Liège, 1997.
- Lady Macbeth, van Dmitri Sjostakovitsj, Muntschouwburg & Gran Theatro del Liceu Barcelona, 1998.
- La finta semplice, van Wolfgang Amadeus Mozart, Postdam Festspiele, 1998.
- Il Trovatore, van Giuseppe Verdi, Los Angeles Opera, Washington Opera & Göteborg Opera, 1998.
- The Lighthouse, van Peter Maxwell Davies, Muziektheater Transparant, 1999.
- La Clemenza di Tito, van Wolfgang Amadeus Mozart, Dallas Opera & Minnesota Opera, 1999 en Covent Garden London, 2002.
- Simon Boccanegra, van Giuseppe Verdi, New Zealand International Festival Wellington, 2000.
- Salomé, van Richard Strauss, Frankfurt Opera, 1999, 2000 en 2001.
- Oedipus Rex, van Igor Stravinsky, Muntschouwburg, Vlaamse Opera & Opera de Wallonie, 2001-2003.
- Le nozze di Figaro, van Wolfgang Amadeus Mozart, Glimmerglass Opera, 2001 & Florida Grand Opera, 2003.
- Dal male il bene, van Antonio Maria Abbatini, Insbrücker Festwochen, 2001.
- Cavalleria Rusticana van Pietro Mascagni, Muntschouwburg, 2001.
- Der Ring des Nibelungen van Richard Wagner, Nürnberg Opera, 2001-2003.
- L'isola dishabitata, van Joseph Haydn, Franfurt Opera, 2003.
- Die Fledermaus van Johann Strauss II, Glyndebourne Festival Opera, 2003.
- La Bohème, van Giacomo Puccini, Malmö Opera, 2003.
- Die Zauberflöte van Wolfgang Amadeus Mozart, Opera Zuid (Nederland), 2004.
- Il Trovatore, van Giuseppe Verdi, Saarlandisches Staatstheater Saarbrücken, 2004.
- Don Chisciotte in Sierra Morena, van Francesco Bartolomeo Conti, Insbrucker Festwochen, 2005.
- De Verkochte Bruid, van Bedrich Smetana, Frankfurt Opera, 2006.
- Trakaya Nevesta, van Rimsky-Korsakov, Frankfurt Opera, 2006.
- Maria Stuarda van Gaetano Donizetti, Dallas Opera, 2007-2010.
- Ariodante van Georg Friedrich Haendel, Halle, Haendel Festival, 2007.
- La Strada van Luc Van Hove, Vlaamse Opera, 2008.
- Tosca van Giacomo Puccini, Oscarsborg Opera, 2008.
- Die Lustigen Weiber von Windsor, van Otto Nicolai, Erfurt Opera, 2010.
- La Traviata, van Giuseppe Verdi, Maagdeburg Opera, 2010.
- Faust van Gounod, Opera Santa Fé, 2011.
- Cavalleria Rusticana, van Pietro Mascagni, Oscarsborg Opera, 2011.
- Iolanta van Pjotr Iljitsj Tsjaikovski en Francesca da Rimini van Rachmaninov, Theater an der Wien, 2012.
- Lakmé van Léo Delibes, Theater Bonn, 2012, & Opéra Metz-Métropole, 2013.
- Der Rosenkavalier, van Richard Strauss, Bolshoï Theter, 2012.
- La princesse de Trébizonde, van Jacques Offenbach, Opéra de Saint-Etienne, 2013.
- L'Elisir d'Amore, van Gaetano Donizetti, Oscarsborg Opera, 2013.
- Salomé, van Richard Strauss, Portland Theater, 2013.
- La Cenerentola, van Gioachino Rossini, Erfurt Theater, 2013 & 2014.
- Un Ballo in Maschera, van Giuseppe Verdi, Theater Biel-Solothurn, 2013 & Opera Metz-Métropole, 2015.
- Hansel und Grätel van Humperdinck, Opéra Metz-Métropole, 1014.
- Carmen, van Georges Bizet, Opera Santa Fé, 2014.
- Rigoletto van Giuseppe Verdi, Oscarsborg Opera, 2014.
- Otello, van Giuseppe Verdi, National Korea Opera, 2014.
- Cinderella van Sergej Prokofjev, Opéra Metz-Métropole, 2014.
- Der Fliegende Holländer, van Richard Wagner, National Korea Opera, 2016.
- Manon Lescaut van Puccini, Opéra Royal de Wallonie, 2016.
- La Belle au Bois Dormant, van Tsjaikovski, Opera Metz-Métropole, 2016.
- Werther, van Jules Massenet, Opera de Metz, Massy & Reims, 2017.
- Der Freischütz van Carl Maria von Weber,  Virginia Opera, 2017.
- Anna Bolena, van Gaetano Donizetti, Canadian Opera Company, Toronto  & Four Seasons Centre, 2018.
- Yevgeny Onegyn, van Peter Tsjaikovski, Opéra de Reims et de Metz-Métropole, 2018.
- Im weißen Rößl, van  Ralph Benatzky, Opéra-Théâtre de Metz-Métropole, 2018.